# Amplificador Fender
Fender Electrical Instrument Co. És una companyia que va ser creada, a mitjans de la dècada del 1940, per Leo Fender (10 d'agost de 1909 - 21 de març de 1991), dedicada a la producció d'instruments musicals i amplificadors. Els seus productes van ser innovadors en molts casos i molt populars amb les noves generacions de músics dels anys 50 i 60, va ajudar a crear “el so” de les noves tendències musicals.

## Història
Leo Fender tenia una petita botiga de reparació de ràdios a Fullerton (Califòrnia), a on també reparava amplificadors de músics locals, malgrat i no ser músic, coneixia de primera mà les necessitats d'aquests. Durant els anys de la segona guerra mundial fa alguns instruments i amplificadors, ajudat pel seu col·laborador Doc Kauffman, produïts sota el nom K&F Manufacturing Corporation.
Aquests amplificadors portaven el logotip K&F i constaven de dues entrades sense denominació i no tenien control de volum o de to, perquè es venien conjuntament amb les lap steel guitars, on estaven localitzats els controls. Això era molt comú a l'època, que es percebia la guitarra i l'amplificador com un sol instrument. Leo Fender comença a produir amplificadors sota el nom Fender a partir del 1947. Aquests primers models eren dissenys extrets del manual d'aplicacions per a vàlvules de la RCA.
Aquests amplificadors eren coneguts com el Model 26. Estaven instal·lats en mobles de fusta descoberta, amb agafadors de fusta, els altaveus estaven coberts per un teixit blau, vermell o daurat, i tres barres metàl·liques creuaven, de dalt a baix, la part davantera del moble. El Model 26 era disponible amb altaveus Jensen de 8, 10 o 15 polzades, que portaven el transformador de sortida incorporat al xassís de l'altaveu. L'etapa de potència estava formada per dues vàlvules del tipus 6V6 i el preamplificador per una 6SC7 (de base octal) i una 6N7. Com a rectificador usava una 5Y3. El Model 26 és el predecessor del Tweed Deluxe que aparegué anys més tard.
Fender va anar ampliant el seu catàleg de productes, i va introduir amplificadors més petits, els Champions, més tard coneguts com a Champs. El Champion 400 i el Champion 600 només tenien una vàlvula 6V6 com etapa de potència, i estaven pensats per als estudiants o principiants. Venien coberts en vinil de dos colors, marro als laterals i crema per als panells centrals del moble. L'altaveu era cobert per un teixit marro fosc, i tenien un sol control de volum, això si, anaven fins al 12.
L'any 1947 també va sortir un model de més potència, el Dual Proffessional, que utilitzava per primera vegada dues vàlvules 6L6. Tenia dos canals d'entrada, un per micròfons i un per guitarres, cada un amb el seu control de volum, però compartien un control de to o equalitzador simple. El Dual Proffesional venia equipat amb dos altaveus Jensen de 10 polzades, instal·lats en un xassís dintre el moble, i no directament al moble. Aquest va ser el primer model que anava cobert amb Tweed.

### Anys del Tweed
Els amplificadors fets per Fender durant la dècada dels 50 són coneguts com a Fender Tweed, perquè els mobles anaven recobertes d'aquest material varat, però molt resistent. Aquests amplificadors tenen el so del Rock'n'Roll clàssic de l'època, ja que la majoria de cançons van ser gravades fent servir aquests amplificadors. El catàleg d'amplificadors anava des del Champ de 4 W, amb un altaveu de 6 o 8 polzades, fins al Twin de 80 W, que portava dos Jensen de 12 polzades.
Les etapes de potència feien servir 6L6 en tots els amplificadors amb més de 30 W, i 6V6 per models amb menys de 30 W. Els preamplificadors usaven, al principi, vàlvules octals del tipus 6SC7 o 6SL7, però que més endavant van canviar per doble-tríodes com les 12AY7 o la popular 12AX7. Els doble-tríodes tenien menys problemes de microfonia, produïts per les vibracions dels altaveus, i introduïen menys soroll, quelcom que els feien més adequats per ser usats en amplificadors de guitarra.
L'era Tweed també va suposar la introducció de controls de to més complexos, amb controls separats per als greus, els aguts i els mitjos. Els Tweed també van ser els primes en incorporar trémolo, canvi polsant de volum, malgrat que Fender l'anomena Vibrato, que és un canvi polsant de to. També en aquesta època va introduir el Trémolo a les guitarres Stratocaster, malgrat que realment, el que estava introduint era un vibrato. Una altra característica és la posició del panell de control, i tot el circuit electrònic, a la part del darrere del moble, això facilitava les reparacions i feia el moble més fort i resistent.
Fender va produir molta varietat de models durant l'era Tweed, malgrat això, va fer servir molt pocs dissenys electrònics. Per exemple, un disseny compost per tres 12AX7 al preamplificador i dos 6L6 a l'etapa de potència es troba de manera molt similar al ProAmp, Bandmaster, Bassman, Tremolux, Vibrolux i Super Amp. La utilització de diferents transformadors de sortida, rectificadors, controls de to o la configuració dels altaveus creen una varietat de to i potència d'un model a l'altre.
Els Fender Tweed són molt buscats pels col·leccionistes, i poden arribar a preus desorbitats.

#### Fender Bassman 1959
Potser el model més mític de l'era Tweed és el 1959 Bassman amb quatre altaveus Jensen de 10 polzades. Amb 45 W de potència creats per una parella de 6L6. Porta, una vàlvula, per rectificador 5AR4. El preamplificador de dos canals amb quatre entrades, compost per una 12AY7 i dues 12AX7, sis vàlvules en total. Aquest amplificador comptava amb controls de to per freqüències baixes, mitges i altes. Incorporava un preamplificador amb dues etapes connectades com a seguidor de càtode, que cap altre model Fender utilitza i que produeix una distorsió als tons harmònics molt “musical”. Una altra singularitat del Bassman és el control de presència, que molt pocs models Fender incorporen. Era un amplificador dissenyat per Baix, però que els guitarristes van segrestar. Gràcies al seu to, potència i la distorsió que produïa, el Bassman, era un dels amplificadors més populars de l'època. El millor elogi al Bassman és el fet que els primers models de la companyia Marshall Amplification eren còpies exactes del Bassman, ja que, a Anglaterra resultaven molt cars perquè havien de ser importats dels Estats Units, i Jim Marshall va decidir crear copies més econòmiques per satisfer la gran demanda local. Molts amplificadors Marshall, entre ells el també mític JTM 45, que és el descendent directe del Bassman, tenen control de presència, heretat de Fender.

#### Equalitzador FMV
Conegut així pel nom dels fabricants que l'incorporen, Fender, Marshall, Vox. És el circuit equalitzador més trobat en amplificadors de guitarra. Aquest disseny va ser creat per Leo Fender a finals dels anys 50. Altres fabricants ja havien usat equalitzadors de tres bandes, però eren basats, majoritàriament, en els controls de to Baxandall. Leo va crear un equalitzador que feia servir molt pocs components, i per tant, era molt varat de fabricar. El FMV és poc precís, i la manipulació d'una banda crea canvis en les altres, és a dir, els controls són interactius. Tampoc té una resposta de freqüència plana, i té mancança de freqüències mitjanes, creant així una corba, en la resposta de freqüència, en forma de somriure. Els amplificadors Marshall fan servir la varietat que incorporava el Bassman, que està pensat per a freqüències més baixes i que està ubicat just després del seguidor de càtode, que produeix una impedància de sortida molt baixa, que és perfecta per al FMV. El FMV pot ser de dues o tres bandes, només cal canviar una resistència per un potenciòmetre.

### Brown Face
L'any 1960 Fender canvia de manera radical l'aspecte dels seus amplificadors. Duran aquest temps es produeixen canvis en els circuits, els mobles i els altaveus. L'única constant, més o menys, és que el panell de control fa servir una caràtula de color marró (Brown Face). El panell de control passa a estar davant de l'amplificador, i està en angle amb el panell frontal del moble, per facilitar l'accés als controls. Un altre canvi, en l'aparença, és l'ús de vinil per recobrir el moble. Durant aquest temps Fender fa servir vinil marró, crema o blanc, i també utilitza diferents teixits per cobrir els altaveus, el que suggereix que Fender no tenia manies a l'hora de fer servir els materials que estigues més a la disposició. Aquest fet també es trasllada als components electrònics i, duran aquesta època, alguns circuits són diferents dels seus propis esquemes.
A principis dels anys 60 Fender comença a usar la configuració de dos canals d'entrada, amb els controls d'equalitzador per baixos, mitjos i alts, separats per cada canal. Aquesta època també va veure el naixement de la primera unitat ,Fender, de reverberació de molles l'any 1961, just a temps per la Música surf. I molt poc després, la introducció d'aquest aparell com a part integra dels amplificadors. El primer va ser el Vibroverb l'any 1963. El Vibroverb anava equipat amb dos altaveus Jensen de 10 polzades. El preamplificador era format per tres 7025 i tres 12AX7, i una parella de 6L6 per la secció de potència, també incorpora una 5U4 com a rectificador, nou vàlvules en total.
També es van començar a utilitzar, en alguns models, el pont rectificador de diodes, en detriment de les vàlvules rectificadores, ja que produïa menys calor i era més efectiu que no pas les vàlvules, que no poden treballar si el corrent elèctric és molt gran. Malgrat això molta gent prefereixen les vàlvules rectificadores, ja que el temps de reacció és més lent que no pas els díodes, això produeix una pujada lenta del corrent en el moment que apareix un senyal sobtadament elevat a l'entrada de l'amplificador, produint una compressió del rang dinàmic molt musical.
El canvi de tweed a vinil va ser lent i desorganitzat. Els amplificadors de gamma baixa van seguir estant recoberts amb tweed, i només sis models, considerats d'una gamma més alta, eren recoberts de vinil. Professional Series estava composta per Bandmaster, Concert, Pro-Amp i Super-Amp. La gamma alta d'amplificadors també es va veure ampliada i va incorporar el ja existent Twin-Amp, el Vibrasonic i el Showman. Aquest últim dissenyat especialment per a Dick Dale. Era un amplificador de dos mobles, el cap, on estava el panell de control i tot el material electrònic, i el moble inferior, on estaven instal·lats els altaveus JBL. El Showman anava recobert de vinil blanc. Pots sentir el so d'aquest amplificador al tema Miserlou, que Quentin Tarantino va usar a la banda sonora de la pel·lícula Pulp Fiction. L'ús d'altaveus JBL és degut al fet que els fabricants d'altaveus tenien problemes per satisfer les necessitats dels fabricants d'amplificadors que cada vegada produïen aparells amb més i més potència.
Els amplificadors de poca potència, van patir alguns canvis en la seva evolució al nou estil. El Champ va mantenir-se sense canvis fins que finalment el 1964 va ser modernitzat. El Vibrolux va ser modificat el 1961, i passa de tenir un altaveu de 10 polzades a tenir-ne un de 12, que ara és alimentat per un parell de 6L6 i un transformador de sortida més gran. Un altre amplificador que va rebre el “tractament” va ser el Princeton, l'any 1962, i passa a portar un altaveu de 10 polzades, però manté els 5 W que l'hi donava una vàlvula 6V6. Més tard apareix el Princeton Reverb, que té més potència amb un parell de 6V6 i una unitat de reverberació per motlles, i un equalitzador FMV. I finalment el Deluxe-Amp, que només pateix canvis estètics.
Durant aquesta època, es fan servir combinacions de vinil, i teixit per cobrir els altaveus, diferents. En alguns catàlegs Fender de l'època, apareixen diverses combinacions de colors. Fins i tot, en una mateixa fotografia, poden aparèixer una varietat de models barrejats, uns recoberts amb tweed, d'altres amb vinil crema i uns tercers amb vinil marró.

#### Inversor de fase
Els primers amplificadors de guitarra fan servir un inversor de fase compost per un sol tríode, conegut com a inversor de càrrega dividida o cathodine. Aquest disseny té un guany una mica per sobre d'1, i no és adequat en amplificadors d'alta potència. L'any 1958 Fender introdueix el divisor Schmitt o Long-Tailed Phase Inverter. Aquest inversor fa servir dos tríodes (normalment un doble-tríode) i pot alimentar etapes amb més potència. És una part molt important del circuit, i afecta “el so” de l'amplificador. Fender va ser el primer fabricant, d'amplificadors de guitarra, en usar aquest disseny, que avui en dia fan servir la gran majoria de fabricants. Aquest circuit pateix petites variacions durant l'època Brown Face, que fan pensar que Fender estava intentar adaptar el “so” de l'inversor per als seus amplificadors de guitarra, per finalment, a l'època Black Face, assolir el format definitiu.

### Black Face
Els Fender Black Face van ser produïts des del 1964 fins al 1967. Per molta gent aquesta és una segona època daurada de Fender. Es coneixen com a Black Face per la caràtula negra del panell de control. Fender també canvia el color de vinil que cobreix el moble, i passa a fer servir el Negre, i un teixit de color platejat per cobrir els altaveus. Els controls fan servir botons amb els números impresos, tan característics d'aquesta marca. Aquests amplificadors segueixen els circuits de l'època Brown Face, i Fender, finalment, decideix usar només un color de vinil, i teixit per cobrir altaveus, en tots els models que produeix, creant, així, un “standard look ”.
Fender es va vendre la companyia l'any 1965, tot i això, CBS, que esdevingué el nou propietari, no va modificar cap amplificador fins a l'època Silverface.
El 1964 veu el naixement del Twin Reverb. Que produeix 80 W gràcies a un quartet de 6L6. Té dos altaveus de 12 polzades, que poden ser de diverses marques, incloent-hi Jensen, JBL i Oxfords. Fa servir un rectificador de díodes, ja que les vàlvules rectificadores no podien subministrar el corrent necessari als filaments escalfadors de les vàlvules, aproximadament uns 6 amperes en aquest amplificador. El preamplificador està compost per quatre 12AX7 i dues 12AT7. Donant un total de deu Vàlvules. Té dos canals d'entrada. Un canal anomenat Normal, amb controls d'intensitat de so, alts, baixos i mitjos. Un segon canal anomenat Vibrato, amb control d'intensitat de so (Volumen),alts (Treble), baixos (Bass) i mitjos (Middle). Aquest canal també incorpora un control per al volum de la reverberació de motlles (Reverb), així com els controls del vibrato; velocitat (Speed) i intensitat (Intensity). Els dos canals tenen un interruptor, per afegir freqüències altes i fer el so més brillant, anomenat Bright Switch. De fet aquest “gadget” ja existia a l'època tweed, tot i que no tenia interruptor. Consisteix en un condensador de 120 picofarads que fa un curt-circuit entre dues de les terminals del potenciòmetre de volum, deixant passar, així, les freqüències altes.
El Super Reverb apareix el 1965. Amb quatre altaveus de 10 polzades, alimentats per un parell de 6L6 produint 45 W. Alguns el consideren el “nou Bassman” per les similituds en la configuració dels altaveus i potència. El preamplificador està format per quatre 12AX7 i dues 12AT7. Porta vibrato i reverberació de motlles.
Un altre model que apareix el 1965 és el Deluxe Reverb. Amb quatre 12AX7 i dues 12AT7 al preamplificador. L'etapa de potència produeix 22 W gràcies a un parell de 6V6 i una GZ34 per rectificador. Fa servir un sol altaveu Jensen de 12 polzades. És un amplificador amb dos canals d'entrada, cada un amb el seu equalitzador de dues bandes, incorpora Vibrato i reverberació de motlles.
Fender reedita alguns models Black Face (Gener 2011) com són el 65 Super Reverb, 65 Twin Reverb, 65 Twin Custom 15, amb altaveu de 15 polzades, 65 Deluxe Reverb, 65 Princeton Reverb.

### Els anys CBS
Columbia Broadcasting System va comprar la companyia a Leo Fender l'any 1965, que tenia problemes de salut. Els primers tres anys no van suposar cap canvi, fins que l'any 1968 decideixen “millorar” els amplificadors, i ja de pas, donar-los un “new look”. Malauradament, les decisions van ser preses per quatre directius amb vestit i corbata, en una oficina a Los Angeles.
Els amplificadors produïts aquests anys són reconeguts per la seva caràtula d'alumini (Silver Face) amb un logotip Fender de color blau. Els nou models són, majoritàriament, dissenys d'en Leo, però amb petites modificacions per fer-los més estables (Electrònica-ment parlant), afegint control d'intensitat de so a l'etapa de potència, i en general aconseguir un so més “net” i amb menys distorsió. Contrasta el fet que durant aquests anys apareixen nous estils musicals com el Hard Rock, el Heavy Metal o el Punk i artistes com Led Zeppelin, Jimmy Hendrix, Black Sabbath, Deep Purple…
Un altre canvi, en la nova direcció de l'empresa, són els altaveus, que deixen de ser Jensen i ara és JBL qui proveeix Fender, tot i que JBL tenia un catàleg molt limitat a l'època. També es canvien els transformadors, que passen a ser models varats no lineals.
Fender també comença a produir amplificadors de transistors.
Les vendes d'amplificadors cauen i el nom Fender queda tacat.
Finalment l'any 1984 CBS decideix vendre's la companyia, a causa dels pocs guanys que proporciona.